# Marc estonià
El marc estonià (en estonià Eesti mark) va ser la unitat monetària de la República d'Estònia des del 30 de novembre de 1918 fins al 31 de desembre de 1927. Es dividia en 100 penni.
Durant l'alliberament d'Estònia després de la Primera Guerra Mundial, circulaven diverses monedes al país: el ruble soviètic, el marc alemany i fins i tot el marc finlandès.
El 20 de maig de 1919, es va decidir reemplaçar-les amb el marc d'Estònia, amb una taxa de canvi equivalent a la del marc alemany.
Els primers marcs es van imprimir a Estònia i Finlàndia en diferents denominacions i hi havia diferents tipus. Es van llançar per primera vegada a l'ús públic a la primavera de 1919 pel Banc d'Estònia, ja que a partir del 30 d'abril de 1919, eren l'única institució amb dret a emetre bitllets de banc a Estònia. Inicialment, el marc era un bitllet de caixa registradora (estonià: kassatäht). El 1922 va entrar en circulació un bitllet de canvi (estonià: vahetustäht) que, segons la normativa, les institucions i agències governamentals estaven obligades a acceptar en quantitats il·limitades, i les institucions i persones privades fins a 2.000 marcs amb cada pagament. Finalment, es van emetre bitllets de banc del Banc d'Estònia (estonià: pangatäht) que estaven totalment coberts pels "actius del banc i els actius empenyorats en possessió del banc".
En el moment de la introducció inicial del marc, el govern estonià va intentar recolzar la moneda amb una garantia real, però després que això va fracassar, el marc va esdevenir només moneda de paper sense cobertura. A causa de la situació econòmica, l'alta inflació del marc i l'esgotament de les reserves d'or, l'Estat va iniciar els passos per organitzar una reforma monetària per estabilitzar la situació.
El marc estonià va ser substituït el 1924 en el comerç exterior i l'1 de gener de 1928 per la primera corona estoniana, a raó de 100 marcs per corona. Aquesta nova moneda estava vinculada a la corona sueca i valia 0,4072 grams d'or.
Com que no s'havien imprès prou bitllets de corona el 1928, la sèrie final de bitllets de caixa registradora de 100 marcs van ser sobreimpresos amb el text "una corona" (estonià: ÜKS KROON)